# XPh (Inschrift)

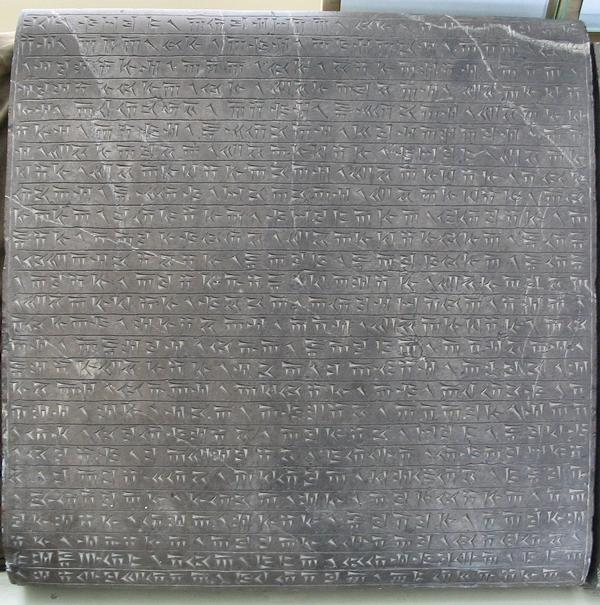
Die ersten 27 Zeilen der Inschrift XPh^{b} im Iranischen Nationalmuseum

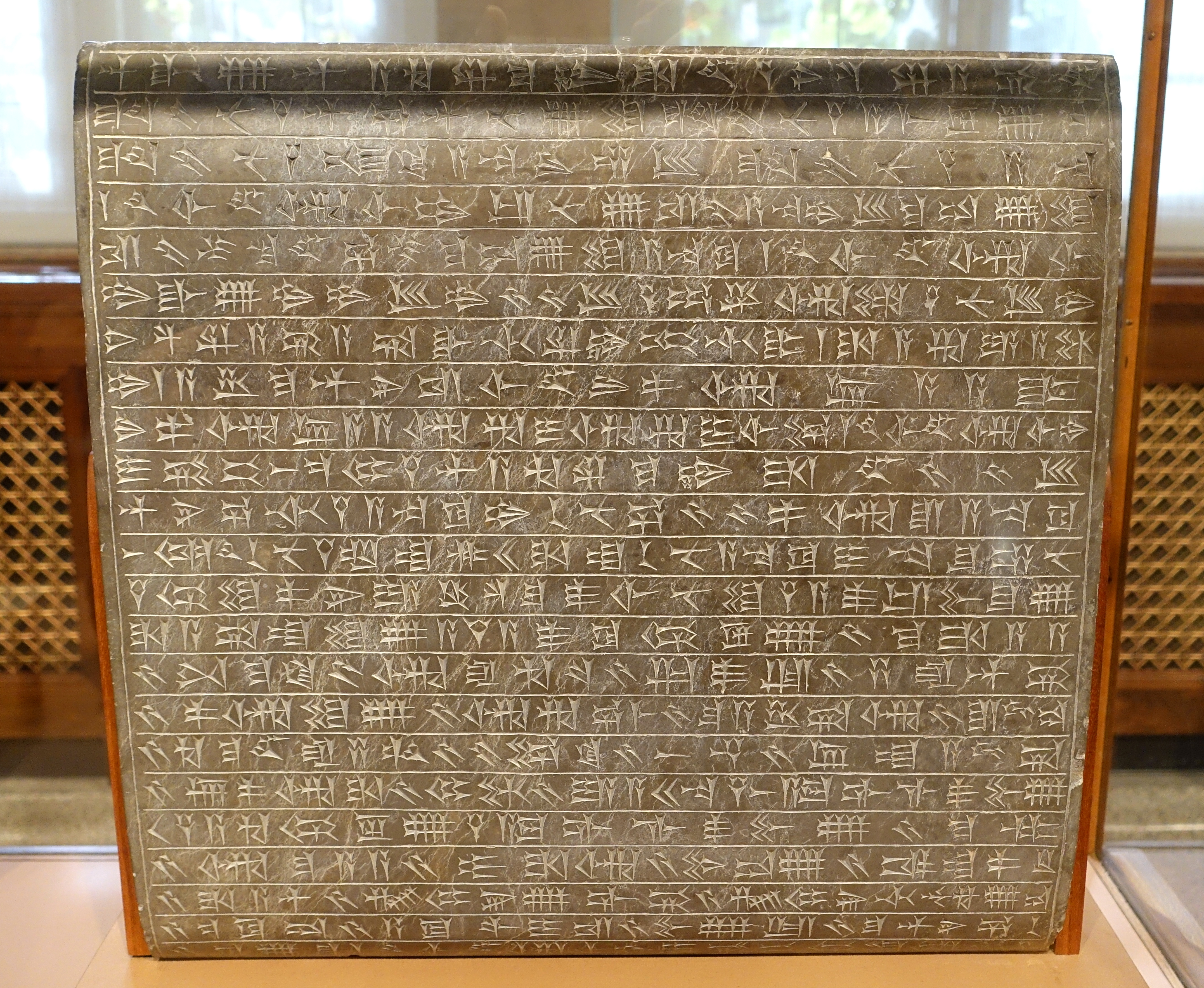
Die babylonische Sprachversion von XPh im Institute for the Study of Ancient Cultures (ISAC), Chicago, Inventarnummer A24120

XPh ist die Bezeichnung einer Inschrift von Xerxes I. (X). Sie wurde in Persepolis (P) entdeckt und von der Wissenschaft mit einem Index (h) versehen. Sie ist unter dem Namen Daeva-Inschrift bekannt geworden. Die Inschrift liegt in altpersischer, elamischer und babylonischer Sprache vor.

## Inhalt
„§1. Der große Gott (ist) Ahuaramazda, der diese Erde erschaffen hat, der jenen Himmel erschaffen hat, der den Menschen erschaffen hat, der das Glück erschaffen hat für den Menschen, der Xerxes (zum) König gemacht hat, den einen (zum) König über viele, den einen (zum) Gebieter über viele.
§2. Ich (bin) Xerxes, der große König, König der Könige, König der Länder mit vielen Stämmen, König auf dieser großen Erde auch weithin, des Dareios, des Königs, Sohn, ein Achaimenide, ein Perser (und) Sohn eines Persers, ein Arier (Iranier), von arischer Abstammung.
§3. Es kündet Xerxes, der König: Nach dem Willen Ahuaramazdas, - dies (sind) die Länder, deren König ich war außerhalb von Persien; ich habe über sie geherrscht; mir brachten sie Tribut; was ihnen von mir gesagt wurde, das taten sie; das Gesetz, das mein (von mir) ist, - das hielt sie (fest): Medien, Elam, Arachosien, Armenien, Drangiana, Parthien, Areia, Baktrien, Sogdien, Chorasmien, Babylonien, Assyrien, Sattagydien, Lydien, Ägypten, die  Ioner, die im Meer wohnen und die jenseits des Meeres wohnen, die Mekraner, Arabien, Gandara, Indien, Kappadokien, die Daher, die amyrgischen Saken, die spitzmützigen Saken, Thrakien, die Akaufaka-Leute, Libyer, Karer, Nubier.
§4. Es kündet Xerxes, der König: Als ich König geworden war, - es ist da unter diesen Ländern, die oben niedergeschriebenen (aufgezählt) (worden sind), (eines, das) in Aufruhr war. Da(raufhin) hat Ahuramazda mir Beistand gebracht; nach dem Willen Ahhuramazdas habe ich dieses Land geschlagen und es (wieder) an den (rechten) Platz gesetzt.
§5. Und unter diesen Ländern war (eines), wo zuvor (die) Daivas verehrt wurden. Da(raufhin) habe nach dem Willen Ahuramazdas ich diese Daiva-Stätte zerstört und angeordnet: ‚(Die) Daivas sollen nicht (länger) verehrt werden!‘ Wo auch immer zuvor (die) Daivas verehrt worden sind, da habe ich Ahuramazda verehrt zur rechten Zeit und mit rechtem Zeremoniell. Und es gab auch anderes, das (als) schlecht (gemachtes) gemacht worden war, - das habe ich (zu) gut(em) gemacht. Das, was ich getan habe, habe ich alles nach dem Willen Ahuramazdas getan; Ahuramazda hat mir Beistand gebracht, bis ich das Werk vollbracht hatte.
§6. Du, wo immer, der du später (sein wirst), wenn du denken solltest: ‚Glücklich will ich sein lebend (im Leben) und tot (nach dem Tod) will ich selig sein‘, (so) befolge dieses Gesetz, das Ahuramazda erlassen hat. Verehre Ahuramazda zur rechten Zeit und mit rechtem Zeremoniell. Der Mann, der das Gesetz befolgt, das Ahuramazda erlassen hat, und (der) Ahuramazda verehrt zur rechten Zeit und mit rechtem Zeremoniell, der wird sowohl lebend (im Leben) glücklich werden wie auch tot (nach dem Tod) selig werden. Es kündet Xerxes, der König: Mich soll Ahuramazda schützen vor Unheil und mein Haus und dieses Land; dies bitte ich Ahuramazda; dies soll Ahuramazda mir gewähren.“

## Beschreibung
Der Text der Inschrift XPh ist auf vier Tafeln aus grauem Kalkstein überliefert. Sie wurden 1935 in Persepolis gefunden. Die Tafeln gelten als Gründungsinschriften, die üblicherweise in den Ecken von Palästen oder Audienzhallen versteckt angebracht wurden. Sie werden wie eine Tontafel gelesen: Auf der Vorderseite von oben zur unteren Kante und mit dem Überschlag der Tafel wieder von oben hinunter zu den letzten drei Zeilen an der unteren Kante.

### Altpersische Sprachversionen
Zwei der vier gefundenen Tafeln sind in altpersischer Sprache geschrieben. Die beiden Tafeln werden mit einem zusätzlichen Index unterschieden. Erich Friedrich Schmidt fand sie zusammen mit der einzigen babylonischen Sprachversion im Raum 16 der Garnisonsquartiere, die im Südosten der Terrasse von Persepolis lagen. Sie standen auf der rechten Seite in einer Linie zusammen mit vier Tafeln der Inschrift XPf. Der Fundort und die Anordnung der gefundenen Tafeln weisen darauf hin, dass die Tafeln nicht an den beabsichtigten Zielorten installiert worden sind. Sie hätten wohl die Ecken eines Gebäudes von Xerxes I. schmücken sollen. Es ist ziemlich sicher, dass sie vor dem Tod dieses Monarchen nicht in einer derart respektlosen Weise verwendet und sie nachträglich umdisponiert worden sind.
Die erste der beiden Tafeln mit der altpersischen Inschrift XPha ist quadratisch mit einer Länge von 53,5 cm und 11,2 cm Tiefe. Der Text hat 60 Zeilen und ist vollständig erhalten. Die archäologische Objektbezeichnung der Tafel lautet PT3 143. Sie befindet sich heute im Iranischen Nationalmuseum.
Die zweite Tafel mit der altpersischen Inschrift XPhb ist quadratisch mit einer Länge von 54,3 cm und 10,3 cm Tiefe. Die Tafel ist mit 48 Zeilen unvollständig beschriftet. Es fehlen die Zeilen 28 bis 30, der Anfang der Zeile 48 und die Zeilen 49 bis 60. Die Zeile 48 ist zur Hälfte von rechts nach links beschrieben und bricht mittendrin ab. Ernst Herzfeld vermutete 1937, dass der ausführende Steinmetz der altpersischen Schrift nicht mächtig war, da diese von links nach rechts geschrieben wird, die Zeichen aber auf der linken Seite der Zeile fehlen. Er könnte aramäischer Herkunft gewesen sein, da die aramäische Sprache von rechts nach links geschrieben wird. Die Tafel mit der archäologischen Objektbezeichnung PT3 142 befindet sich heute im Iranischen Nationalmuseum.
Die beiden altpersischen Sprachversionen sind identisch und sogar die Zeilentrennung ist übereinstimmend, so dass davon ausgegangen werden kann, dass sie eine gemeinsame Vorlage hatten. Die Zeichen sind sehr regelmäßig geschnitzt: Die Zeilen 1 bis 15 und 31 bis 45 enthalten alle 27 Zeichen und die Zeilen 16 bis 30 und 46 bis 60 26 Zeichen. Die Zeichen sind mit großer Sorgfalt ausgeführt.
Die ersten maßgebenden Publikationen der altpersischen Texte stammen von Ernst Herzfeld und Roland Grubb Kent aus dem Jahr 1937. Die aktuelle Übersetzung wurde von Rüdiger Schmitt 2009 veröffentlicht, die mit kleineren Korrekturen der 2. Ausgabe von 2023 ergänzt wird.

### Babylonische Sprachversion
Die Tafel mit der babylonischen Sprachversion ist quadratisch mit einer Länge von 52,3 cm und ist 11,6 cm dick. Der Text ist 50 Zeilen lang. Die Tafel mit der archäologischen Objektbezeichnung PT3 141 befindet sich im Museum des Institute for the Study of Ancient Cultures, West Asia & North Africa (ISAC) (bis 2023 Oriental Institute der University of Chicago) und hat dort die Inventarnummer A24120.

### Elamische Sprachversion
Die Tafel mit der elamischen Sprachversion ist quadratisch mit einer Länge von 52,9 cm und 11 cm Tiefe. Der Text ist 50 Zeilen lang. Ursprünglich fehlte der rechte untere Viertel, so dass nur die Zeilen 1 bis 22 und 39 bis 50 erhalten waren. Die Tafel wurde in zwei Stücken zwischen dem Raum 5 und dem Hof 14 der Garnisonsquartiere auf der Terrasse von Persepolis gefunden. Sie trägt die archäologische Objektbezeichnung PT3 337 und befindet sich Iranischen Nationalmuseum in Teheran. In einer später durchgeführten Grabung unter der Leitung von Ali Sami wurde das fehlende Fragment der elamischen Sprachversion gefunden und trug zur Vervollständigung des Textes bei.
George G. Cameron übersetzte 1959 die elamische Sprachversion. Die Art und Weise der geschnitzten elamischen Zeichen erwecken den Eindruck, dass der ausführende Steinmetz die elamische Sprache nicht gekannt hat. Darauf deuten die vielen grafischen Fehler. Der Text selber enthält viele komplizierte und neue Wörter, die den Wortschatz der elamischen Forschung erweitert haben. Etwa 20 Wörter sind dem Altpersischen entnommen und wurden in die elamische Schrift umgeschrieben. Der elamische Text hat zur Klärung von Formulierungen der altpersischen Sprachversion geführt. Im Besonderen hat die im Text erwähnte Revolte nach der elamischen Version in einem einzigen Land stattgefunden und nicht in mehreren, wie es die Übersetzung der altpersischen Version zulassen könnte. Die Sprachversion hat dadurch die Interpretationen des Textes, die auf der führenden Rolle der altpersischen Sprachversion beruhen, beeinflusst.

### Zusätzliche altpersische Sprachversion
1963 wurde in Pasargadae eine Tafel mit dem gleichen Text wie bei XPh gefunden. Die Inschrift trägt die eigenständige Bezeichnung XMa.

## Rezeption
Die Inschrift XPh ist eine der wichtigsten Texte aus der Regierungszeit von Xerxes I. Seine Datierung wie auch die Folgerungen für die historische Geographie und die Religion der Achämeniden gaben seit ihrer Entdeckung zu vielen Diskussionen Anlass.

### Die Länderliste
Die Länderliste von XPh führte bei den ersten Interpretationen nach der Entdeckung zu einer Datierung der Inschrift zwischen 486 v. Chr. und 480 v. Chr. Das erste Datum ist das Jahr der Thronbesteigung von Xerxes I. und 480 v. Chr. fand die Schlacht von Salamis statt. Vor der Thronbesteigung könne Xerxes I. noch nicht der in der Inschrift bezeichnete „König“ gewesen sein. Auf der anderen Seite befinden sich unter den aufgelisteten Völkern der Inschrift die „Ioner, die im Meer wohnen, und die jenseits des Meeres wohnen“. Damit seien die griechischen Städte an der Westküste von Kleinasien zusammen mit den vorgelagerten Inseln und die Makedonier gemeint. Da diese beiden Volksgruppen in späteren Inschriften und Skulpturen von Xerxes I. nicht mehr aufgeführt wurden, sei die Schlacht von Salamis, die mit einer Niederlage der Perser geendet hatte, das mögliche Enddatum.
Es ist möglich, dass die Inschrift nach der griechischen Kampagne entstanden ist, aber die königliche Rhetorik zeigt keine territorialen Verluste der nordwestlichen Grenze, sondern erweitert sogar die Standardliste der vorherigen Inschriften. Auffällig ist die Aufhebung der konventionellen Reihenfolge der Länder. Keine der Listen der Völker und Länder der achämenidischen Königsinschriften, und in diesem Fall der Inschrift XPh, konnte auf eine befriedigende Art und Weise auf tatsächliche historische Gegebenheiten abgebildet werden. Eine Untersuchung aus dem Jahr 2001, die die Darstellungen und Bezeichnungen der Griechen in den achämenidischen Quellen untersucht, kommt zum selben Schluss. Aus der Sicht der Perser könnte die große Gruppe der Ioner eine kohärente und homogene Gruppe gewesen sein, die einzig mit dem Bedürfnis unterschieden wurde, zwei Gruppen während unterschiedlichen Eroberungszügen zu verschiedenen Zeiten festzuhalten, um sie der Erinnerung zu erhalten. Die Variationen der Erwähnungen lassen sich durch sprachliche Entwicklungen und Veränderungen in der Produktion der Inschriften und Reliefs erklären.

### Die Daeva
Die Daeva-Inschrift, wie die Inschrift XPh auch genannt wird, erwähnt die unheilvollen Wesen drei Mal. Im Gegenzug wird im gleichen Text die notwendige Verehrung von Ahuramazda betont, die die Ordnung und das Glück für die Menschen im Leben und Tod garantiert. Wie viele andere Wissenschaftler vor ihr hat Mary Boyce aus diesem bekannten Dualismus des Zoroastrismus abgeleitet, dass Xerxes I. ein Zoroastrier gewesen sein müsste. Er habe die Zerstörung der Heiligtümer für diejenigen Gottheiten angeordnet, die der Prophet Zarathustra verurteilte. Muhammad Dandamayev war der Meinung, dass unter den Daeva Mithra, Anahita und andere Götter zu verstehen seien. Bei all diesen und ähnlichen Interpretationen haben die Daeva der Inschrift eine identische Bedeutung wie in den Gathas, dem ältesten Teil des Avestas.
Die Inschrift von Xerxes I. lässt im Gegensatz zur Inschrift von Dareios I. von Bisotun, DB, mit der sie oft verglichen wird, weder eine Fixierung der Zeit noch des Ortes zu. Sie erinnert dadurch an eine Inschrift von Tepti-Huban-Inšušnak, die mit der gleichen Verschwommenheit eine Rebellion gegen den Glauben des Königs erwähnt. Literarisch entspricht die Inschrift XPh aber in ihrer stereotypen Art der Inschrift von Bisotun und mehreren Passagen des ältesten Teils des Avestas, den Gathas. Sie besteht aus der Botschaft von etwas Früherem zu einem Späteren mit einem dazwischenliegenden Darauffolgenden. Das Frühere ist das Daeva-Opfer, das Darauffolgende ist der Übergang vom Verbot dieses Opfers und der Einführung einer bestimmten Zeremonie für Ahuramazda. Das Spätere ist die Verewigung der neuen Zeremonie. Die Neuerung steht nicht in Opposition zur Religion der Besiegten, sondern ersetzt den alten Kult, der als „schlecht gemacht“ eingestuft wird. Das Alles sagt nichts über die Beziehung der Achämeniden zum Avesta auf. Es demonstriert lediglich ihre Zugehörigkeit zur iranischen Variante der indoiranischen Kultur, von der auch das Avesta zeugt. Unmengen von fast identischen Dingen müssen zu einer gewissen Zeit neben der avestischen Tradition existiert haben, und das ohne Zweifel auf friedlichem Weg.
Die Erwähnung der Daeva wird von einigen Wissenschaftlern wie Henrik Samuel Nyberg und Jacques Duchesne-Guillemin in Verbindung mit dem vorherigen Absatz der Inschrift gesetzt. Dort wird ein rebellierendes Land erwähnt, das von einigen Forschenden mit Babylonien gleichgesetzt wurde. Die Vermutung, dass die Daeva identisch mit den babylonischen Göttern seien, wurde von Amélie Kuhrt und Susan Sherwin-White zurückgewiesen. Heleen Sancisi-Weerdenburg wiederum ist der Meinung, dass die Inschrift lediglich die achämenidische religiöse Ideologie wiedergebe, in der die Aufrechterhaltung der göttlichen Ordnung, die durch den König gewährleistet sei, im Mittelpunkt stehe. Aus dieser Perspektive stehen die Daeva, mit welcher Herkunft auch immer, auf der Seite der Rebellen. Diese gefährdeten die politische und religiöse Ordnung des achämenidischen Imperiums und mussten deshalb vernichtet werden.
Die Daeva-Inschrift wird nicht als Hinweis auf einen staatlich erzwungenen Kult oder ein Verbot der Verehrung anderer Götter gedeutet. Es ist eine politische Ansprache, in der Ahuramazda der Herr des imperialen Kults ist. Der König erhält die Legitimität der Herrschaft durch die rituell korrekte Anbetung seines Gottes, der ihm dafür seine Gunst schenkt. In diesem ideologischen Konzept steht Ahuramazda mit seiner achämenidischen Ausprägung in einer Linie mit Aššur, Marduk und Inšušinak. Er ist in die mesopotamische Tradition eingebettet, die die obersten Götter in den Dienst der königlichen Ideologie stellt.